# Olov Norbrink
Bo Olov Norbrink, född 10 juli 1965 i Uppsala, död 9 juni 2008 i Stockholm, var en svensk riksdagsstenograf, chefredaktör och krönikör.

## Biografi
Efter folkhögskolestudier på Sigtuna folkhögskola och Röda korsets folkhögskola fortsatte Norbrink sina studier på Stockholms universitet, där han blev fil. kand. i humaniora.
Norbrink arbetade som riksdagsstenograf, men skrev även en del för tidningar, bland annat krönikan Snedspark i Dagens Nyheter. Han satt som nämndeman i Stockholms tingsrätt mellan 1999 och 2002 och var aktiv i Moderata samlingspartiets Högalidsförening.
Han efterträdde Erik Blix som chefredaktör för Grönköpings Veckoblad 2006. Hans far Bengt Norbrink var under många år kåsör i samma tidning.
Norbrink, som var medlem i Samfundet SHT, avled i en hjärtattack. Han ligger begravd på Skogskyrkogården i Stockholm.